# الألعاب الأولمبية الصيفية 1936
دورة الألعاب الأولمبية الصيفية 1936 أقيمت في الفترة من 1 حتى 16 أغسطس 1936 وافتتحها أدولف هتلر زعيم ألمانيا النازي بنفسه بعدما خصصت لها منشآت رائعة، فزعيم الرايخ الثالث كان يريد أن يظهر الوجه القوي والشاب والمسالم لألمانيا في الحدث الكبير الذي اجتمع له 3963 لاعبا ولاعبة (331 لاعبة) من 49 دولة، تنافسوا على ميداليات 129 مسابقة في 19 لعبة. لكن نجم الدورة لم يكن ألمانياً وإنما الأمريكي الأسود جيسي أوينز الذي جمع 4 ذهبيات في 100 و200 وتتابع 4×100 متر والقفز الطويل، وعندما هزم أوينز الألماني لوتس لونغ في مسابقة القفز الطويل بالذات (8.06 أمتار) مقابل (7.89 أمتار) غادر هتلر الاستاد غاضبا. في هذه الدورة تألق أبطال مصر، فأحرز خضر التوني ذهبية رفع الأثقال للوزن المتوسط، ومحمد مصباح ذهبية وزن الخفيف لرفع الأثقال ومواطنوه صالح سليمان فضية رفع الأثقال لوزن الريشة، إبراهيم شمس برونزية رفع الأثقال لوزن الريشة وإبراهيم واصف برونزية رفع الأثقال لوزن الخفيف، وقد نقلت وقائع الدورة للمرة الأولى على شاشات التلفزيون محليا، وبناء على فكرة من الألماني كارل ديم أوقدت الشعلة الأولمبية للمرة الأولى في الأولمبياد، وتبادل 3 آلاف عداء نقلها إلى برلين وبعد دورة برلين بعام واحد 1937 توفي دي كوبيرتان (و هو صاحب فكرة إحياء الألعاب الأولمبية في العصر الحديث) في لوزان في سويسرا ودفن قلبه في جبل أولمب كما أوصى.

## قائمة الميداليات
| ميداليات الألعاب الأولمبية الصيفية 1936 |                            |       |      |         |       |
| الترتيب                                 | الدولة                     | ذهبية | فضية | برونزية | مجموع |
| 1                                       | ألمانيا النازية            | 33    | 26   | 30      | 89    |
| 2                                       | الولايات المتحدة الأمريكية | 24    | 20   | 12      | 56    |
| 3                                       | المجر                      | 10    | 1    | 5       | 16    |
| 4                                       | إيطاليا                    | 8     | 9    | 5       | 22    |
| 5                                       | فنلندا                     | 7     | 6    | 6       | 19    |
| 6                                       | فرنسا                      | 7     | 6    | 6       | 19    |
| 7                                       | السويد                     | 6     | 5    | 9       | 20    |
| 8                                       | اليابان                    | 6     | 4    | 8       | 18    |
| 9                                       | هولندا                     | 6     | 4    | 7       | 17    |
| 10                                      | المملكة المتحدة            | 4     | 7    | 3       | 14    |

## معرض الصور

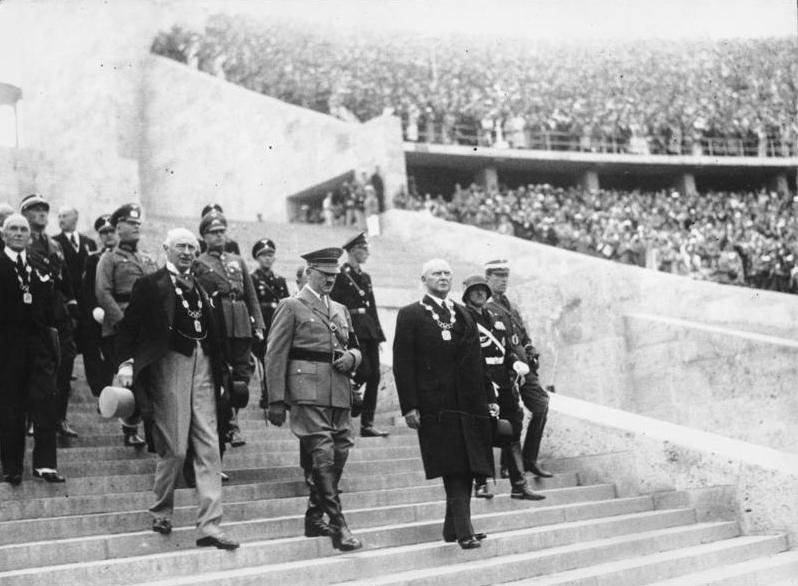
المستشار الألماني أدولف هتلر يدخل الملعب الأولمبي (برلين) لحضور حفل الافتتاح
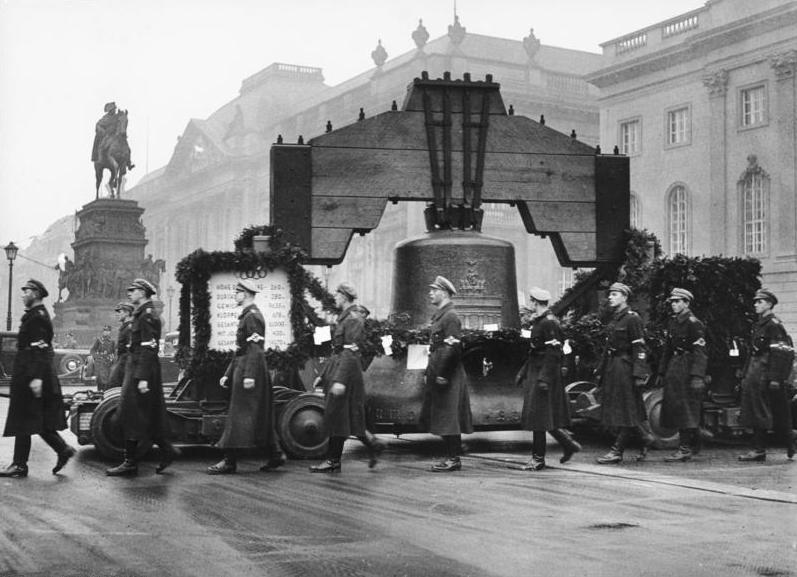
الجرس الأولمبي في برلين سنة 1936.
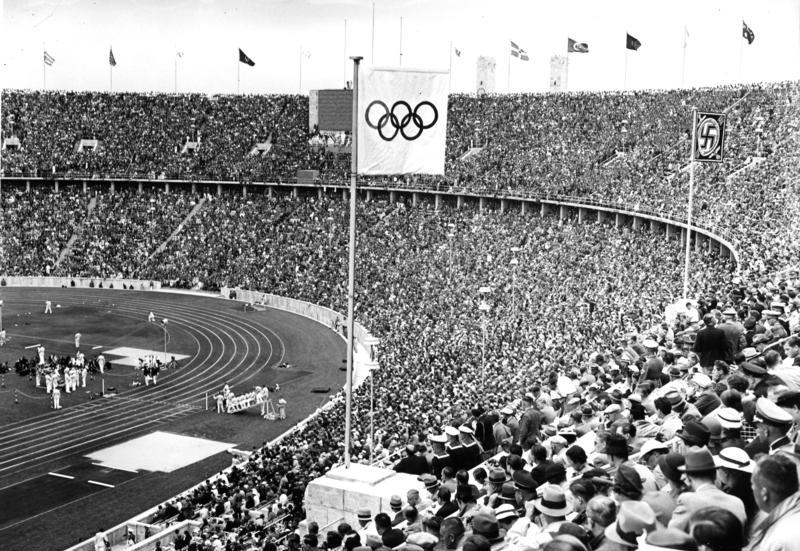
الملعب الأولمبي في برلين.
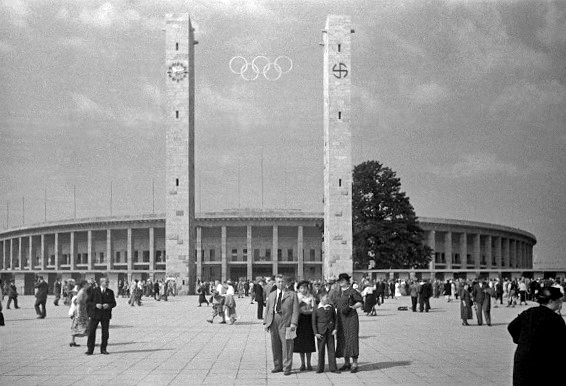
مدخل الملعب أثناء إحدى الألعاب.
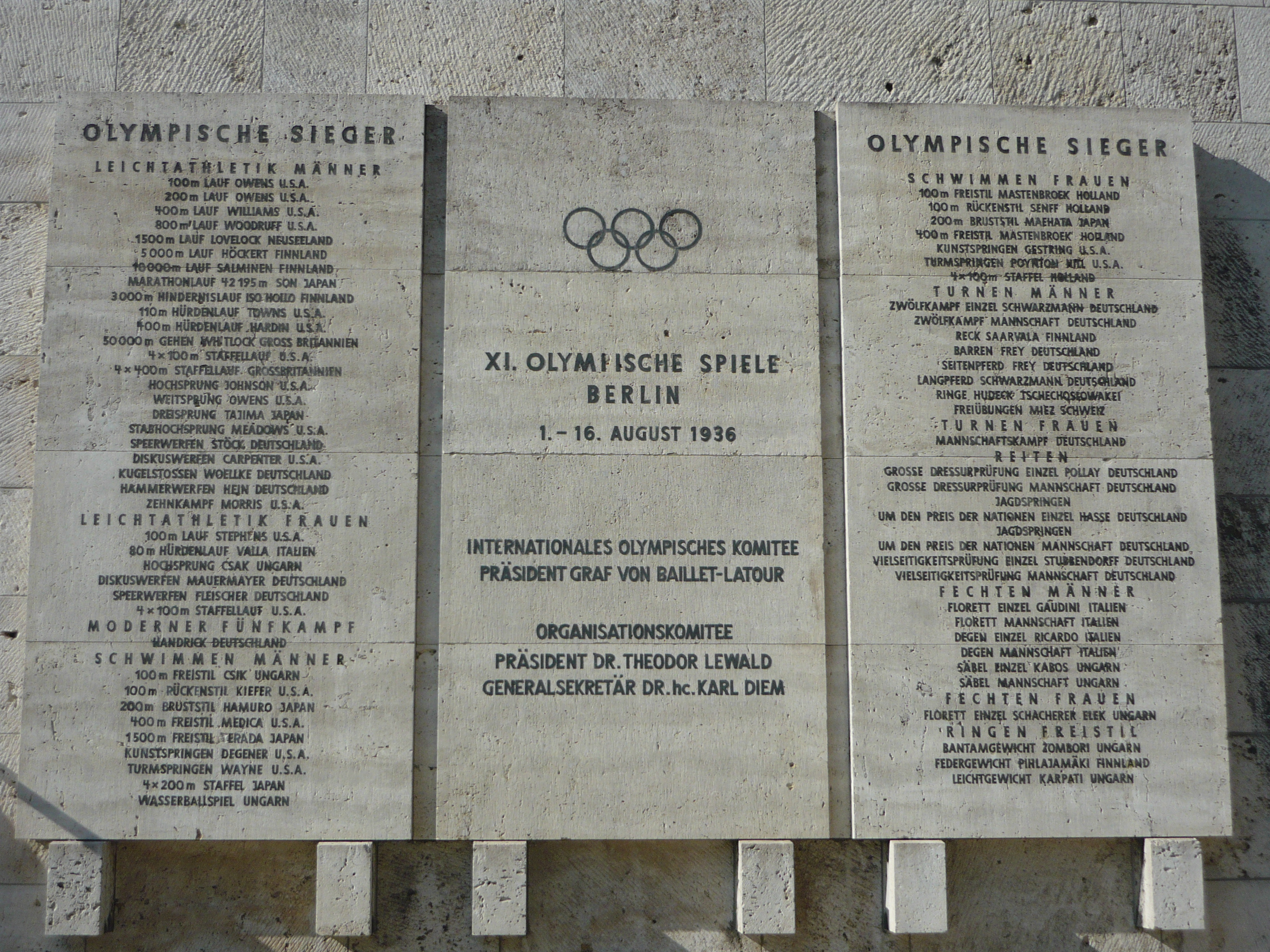
ملخص نتائج دورة الألعاب الأولمبية لعام 1936، لازال يعرض لليوم. الجزء الأول.
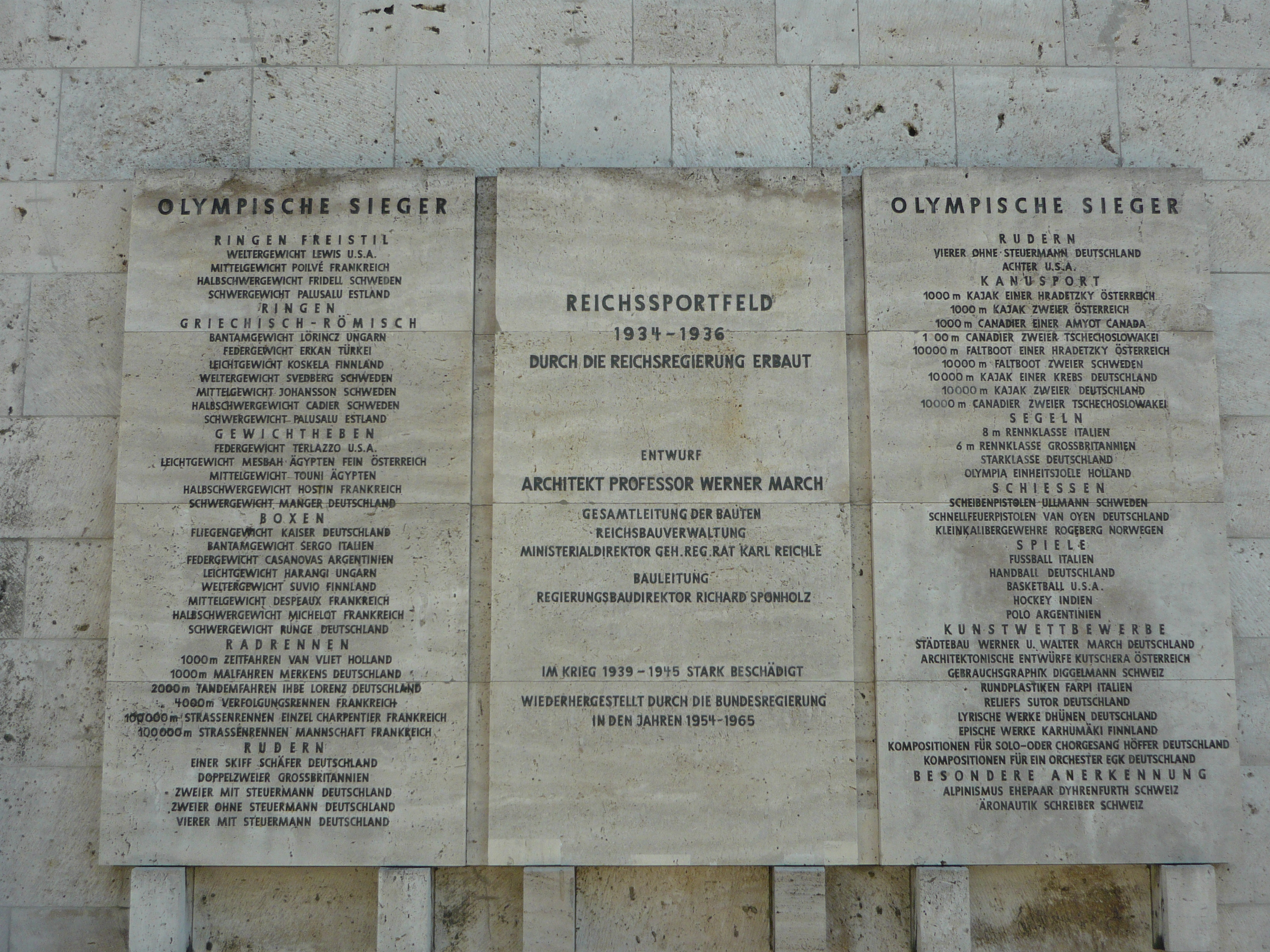
ملخص نتائج دورة الألعاب الأولمبية لعام 1936، لازال يعرض لليوم. الجزء الثاني.

## وصلات خارجية
- United States Holocaust Memorial Museum - Online Exhibition: Nazi Olympics: Berlin 1936
- United States Holocaust Memorial Museum - Library Bibliography: 1936 Olympics